# Cantó de Brantòsme
El cantó de Brantòsme és un cantó francès del departament de la Dordonya, situat al districte de Perigús. Té 11 municipis i el cap és Brantòsme.

## Municipis
- Agonac
- Biràs
- Bordelha
- Brantòsme
- Bussac
- Eivirac
- L'Esla
- Sent Front d'Alems
- Sent Júlian de Bordelha
- Cencenac e Puei de Forchas
- Valuelh

## Història
| Data d'elecció                           | Identitat               | Partit                     | Qualitat |
| ---------------------------------------- | ----------------------- | -------------------------- | -------- |
| 1985-1998                                | Jean-Louis Villechanoux | PRG, després divers gauche |          |
| 1998-2004                                | Bernard Mazouaud        | UDF-radical                |          |
| 2004-                                    | Jean-Léopold Ganiayre   | PS                         |          |
| les dades anteriors no són pas conegudes |                         |                            |          |
|                                          |                         |                            |          |

## Demografia
| 1962  | 1968  | 1975  | 1982  | 1990  | 1999  | 2006  |
| ----- | ----- | ----- | ----- | ----- | ----- | ----- |
| 6.880 | 6.617 | 6.252 | 6.444 | 6.925 | 7.036 | 7.559 |